# تغییر (ترانه کریستینا اگیلرا)
«تغییر» تک‌آهنگی از هنرمند اهل ایالات متحده آمریکا کریستینا آگیلرا است که در ۱۶ ژوئن ۲۰۱۶ منتشر شد.
این تک‌آهنگ در چارت‌های موسیقی جزو ده ترانه اول قرار گرفت.
متن ترانه درباره رعایت حقوق دیگران صرف نظر از نژاد، محل تولد، جنسیت و گرایش جنسی است.

## جدول‌های موسیقی
| جدول (۲۰۱۶)                                        | بهترین جایگاه |
| -------------------------------------------------- | ------------- |
| ای‌سی کانادا (بیلبورد)                              | ۳۶            |
| کرواسی (اچ‌آرتی)                                    | ۷۸            |
| فرانسه (اس‌ان‌ئی‌پی)                                  | ۱۲۱           |
| فیلیپین (میوزیک ویکلی آسیا)                        | ۲۴            |
| اسکاتلند (اوسی‌سی)                                  | ۴۷            |
| اسپانیا (پروموزیک)                                 | ۲۸            |
| تک‌آهنگ‌های بریتانیا (اوسی‌سی)                        | ۱۷۳           |
| ایالات متحده فوران‌کننده زیر ۱۰۰ آهنگ داغ (بیلبورد) | ۵             |
| ترانه‌های دیجیتال ایالات متحده (بیلبورد)            | ۳۲            |

## تاریخچه انتشار
| کشور         | تاریخ        | فرمت           | ناشر   |
| ------------ | ------------ | -------------- | ------ |
| ایالات متحده | ۱۶ ژوئن ۲۰۱۶ | دانلود دیجیتال | آرسی‌ای |